# Ollaraya (distrito)
Ollaraya é um distrito do Peru, departamento de Puno, localizada na província de Yunguyo.

## Transporte
O distrito de Ollaraya não é servido pelo sistema de estradas terrestres do Peru.